# Championnat du Nicaragua de football 1939
Navigation
Saison précédente Saison suivante
La Primera División 1939 est la troisième édition de la première division nicaraguayenne.
Lors de ce tournoi, le Club Atlético a tenté de conserver son titre de champion du Nicaragua face aux meilleurs clubs nicaraguayens.

## Bilan du tournoi
| Tableau d'Honneur |           |
| Compétition       | Vainqueur |
| Primera División  | Lido FC   |

| Promotions et relégations   |         |
| Relégué en Segunda División | Inconnu |
| Promu de Segunda División   | Inconnu |